# ویکرام ست
ویکرام ست विक्रम सेठ (زاده ۲۰ ژوئن ۱۹۵۲) نویسنده، شاعر، سفرنامه‌نویس و نویبسنده کتاب‌های کودکان است.

## آثار

### رمان
- The Golden Gate (۱۹۸۶) دروازه طلایی
- A Suitable Boy (۱۹۹۳) شوهر دلخواه
- An Equal Music (۱۹۹۹) برابر موسیقی
- A Suitable Girl (۲۰۱۳) دختر مناسب

### شعر
- Mappings (۱۹۸۰) تعیین
- The Humble Administrator's Garden (۱۹۸۵) فروتن است مدیر باغ
- All You Who Sleep Tonight (۱۹۹۰) همه شما که امشب خواب
- Beastly Tales (۱۹۹۱) قصه‌های وحشی
- Three Chinese Poets (۱۹۹۲) سه چینی شاعران
- The Frog and the Nightingale قورباغه و بلبل

### کتاب کودکان
- Beastly Tales (۱۹۹۱) قصه‌های وحشی

### کتاب اشعار اپرا
- Arion and the Dolphin (1994) for the English National Opera Arion و دلفین را برای ملی اپرا انگلیسی
- The Traveller [2008] with composer Alec Roth. [مسافر ۲۰۰۸] با آهنگساز آلک راث. Premiere، Lichfield Festival July ۲۰۰۸. پریمایر، جشنواره Lichfield ژوئیه

### غیر داستانی
- From Heaven Lake (۱۹۸۳) از آسمان دریاچه
- Two Lives (۲۰۰۵) دو زندگی